# كين هوف
كين هوف (بالإنجليزية: Ken Huff)‏ هو لاعب كرة قدم أمريكية أمريكي، ولد في 21 فبراير 1953 في هتشنسون في الولايات المتحدة.

## وصلات خارجية
- كين هوف على موقع مرجع كرة القدم المحترفة.كوم (الإنجليزية)
- كين هوف على موقع قاعة كارولاينا الشمالية للمشاهير الرياضية (الإنجليزية)